# Ford Amphitheatre

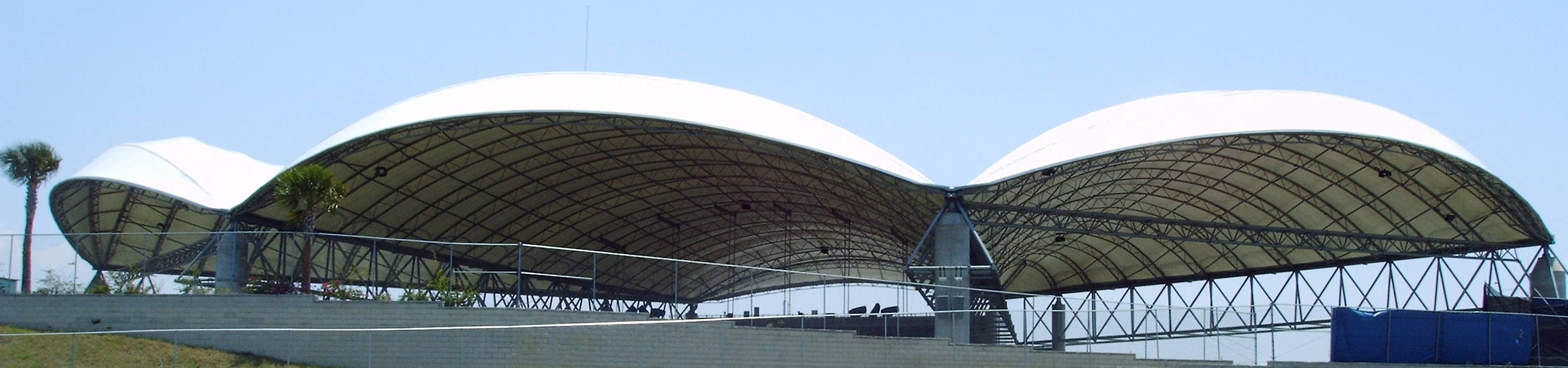

Ford Amphitheatre é uma arena multiuso localizada em Tampa, na Flórida, Estados Unidos.
Originalmente chamado de Anfiteatro Ford desde quando abriu pela primeira vez com o The Cure's Curiosa Festival em 25 de julho de 2004, foi rebatizado de "Anfiteatro do 1-800-ASK-GARY" quando os direitos do nome foram adquiridos pelo serviço de referência advocatícia, de 2010 a 2013. A mudança de nome não foi bem recebida. Em uma pesquisa on-line que acompanha um artigo sobre o assunto na St. Petersburg Times, 95% das pessoas responderam com o "Eu odeio" ou "Eu acho que é muito falho".
O anfiteatro já foi palco de festivais de música, incluindo o Uproar Festival, o Mayhem Festival, Crüe Fest e Crüe Fest 2. No primeiro domingo de cada dezembro, abriga o evento da rádio  97X chamado Next Big Thing, um festival de rock que dura o dia todo, principalmente com bandas de rock alternativo.
Bandas que se apresentam lá devem obedecer a um limite de decibéis, devido a queixas de ruído de moradores que vivem perto do local. Um muro foi erguido em uma tentativa de ajudar a proteger do ruído.